# Cyclolabus gracilicornis
Cyclolabus gracilicornis är en stekelart som först beskrevs av Léon Abel Provancher 1886.  Cyclolabus gracilicornis ingår i släktet Cyclolabus och familjen brokparasitsteklar. Utöver nominatformen finns också underarten C. g. subdentatus.